# Boško Ralić
Boško Ralić (Plaški, 25. studenog 1904. – Beograd, 17. listopada 1978.) bio je hrvatski nogometaš i nogometni reprezentativac.

### Reprezentativna karijera
Za nogometnu reprezentaciju Kraljevine Jugoslavije odigrao je 6 utakmica.